# Birnbaum am Lerchenberg

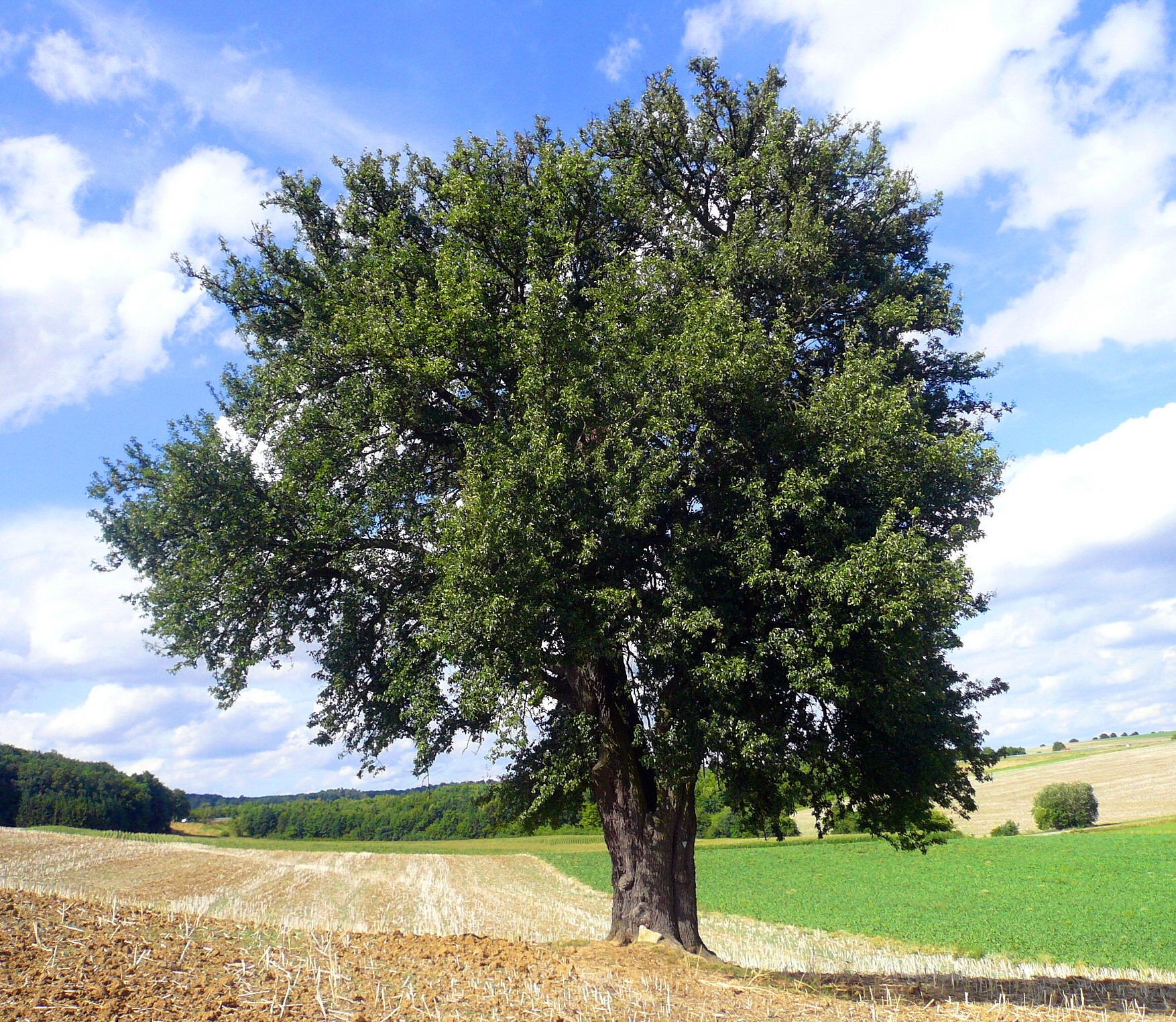
Ansicht von Nordwesten, nach der Rapsernte

Der Birnbaum am Lerchenberg ist ein Naturdenkmal etwa einen Kilometer nordwestlich der Gemeinde Schwemmelsbach, eines Gemeindeteils von Wasserlosen, und 15 Kilometer westlich von Schweinfurt in Unterfranken. Die Kultur-Birne (Pyrus communis) steht auf der südwestlich gelegenen Gemarkung Greßthal, etwa 500 Meter westlich der Bundesautobahn 7 auf 295 Meter über Normalnull auf einer Freifläche von etwa zehn Meter Durchmesser in einem großen, leicht nach Süden geneigten landwirtschaftlich genutzten Feld.

## Beschreibung

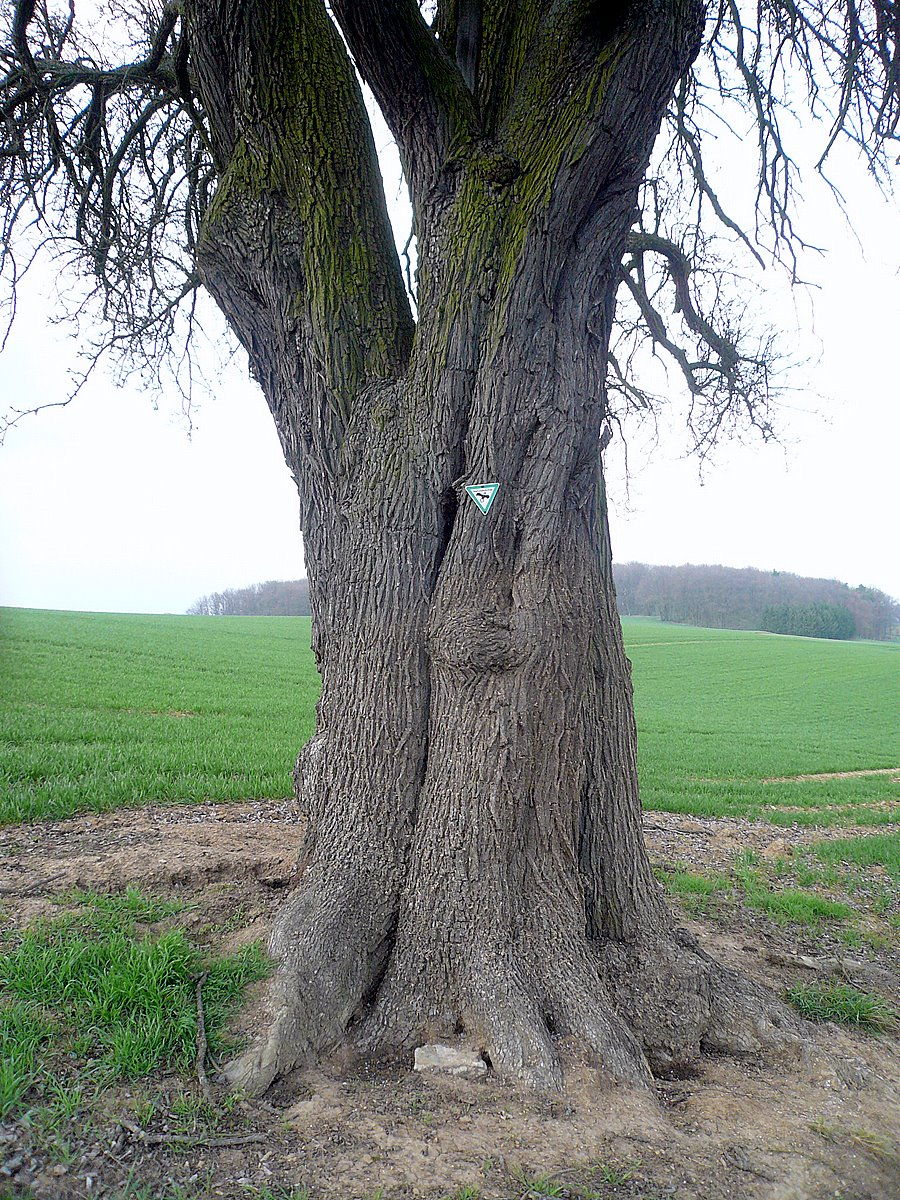
Stammansicht von Südwesten

Der Stamm erscheint vollholzig und gleichmäßig, mit einzelnen beuligen Überwucherungen. In etwa drei Meter Höhe teilt er sich in drei starke, senkrecht aufstrebende Äste. Der Verlauf der stammartigen Äste ist beinahe bis zum Boden zu verfolgen, so als ob drei Stämme miteinander verwachsen sind. Darauf deuten auch Wucherungen, die an den Nahtstellen senkrecht verlaufen, hin. Dennoch dürfte es sich um einen einstämmig aufgewachsenen Baum handeln. Die Krone hat einen völlig harmonischen Aufbau mit je etwa 17 Meter Durchmesser und Höhe und besitzt nur geringe Anteile von Totholz. Das Alter des Birnbaums wird in der Literatur mit etwa 150 bis 180 Jahren angegeben. Die Untere Naturschutzbehörde nannte im Jahre 1988 ein Alter von etwa 200 Jahren.

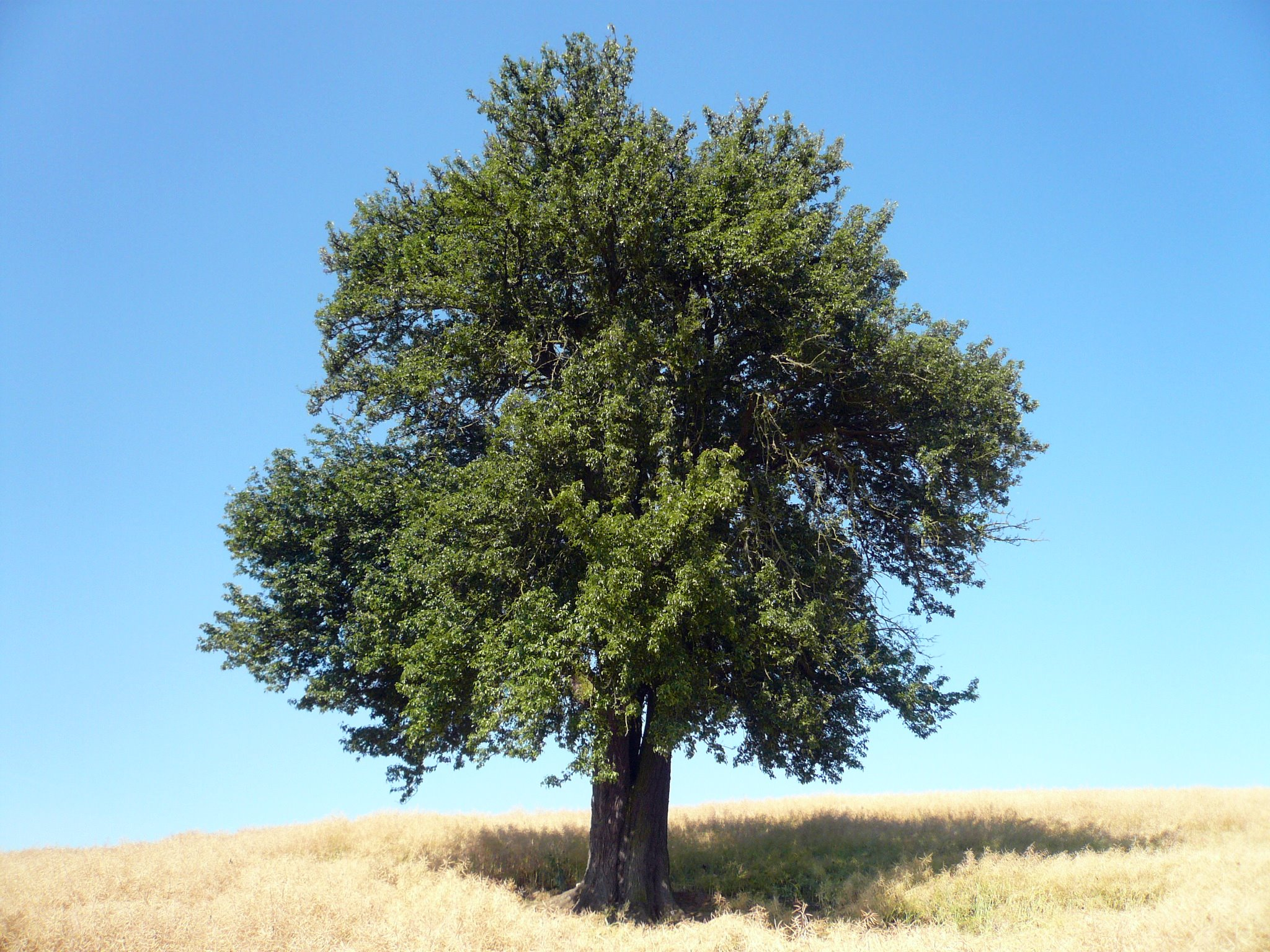
Ansicht von Süden

Der Baum ist seit dem 16. Januar 1989 als Naturdenkmal bei der Unteren Naturschutzbehörde des Landkreises Schweinfurt mit der Bezeichnung „678-N/79 Birnbaum am Lerchenberg“ gelistet. Im Jahr 2008 hatte der Stamm an der Stelle seines geringsten Durchmessers einen Umfang von 4,56 und in einem Meter Höhe von 4,62 Metern. Im Jahr 1988 hatte der Stamm bei einer Höhe von 15 Metern und einem Kronendurchmesser von 13 Metern einen Brusthöhendurchmesser von 1,38 Metern, was einem Stammumfang von etwa 4,35 Meter entspricht. Die Stammkopfhöhe, die Höhe, wo die untersten Äste abgehen, wurde mit 2,30 Meter angegeben.
Der Birnbaum zählt mit diesen Maßen zu den stärksten seiner Art in Deutschland. Zudem handelt es sich um einen der wenigen Birnbäume mit mehr als vier Metern Stammumfang und einem vollholzig und gleichmäßig gewachsenen Stamm. Das Deutsche Baumarchiv bezeichnet Birnbäume ab vier Meter Stammumfang in einem Meter Höhe als wichtigstes Auswahlkriterium, um sie zu den national bedeutsamen Bäumen (NBB) zu zählen. In der Literatur werden für Deutschland neben dieser Birne insgesamt fünf weitere Birnbäume mit mehr als 4,5 Meter Stammumfang aufgeführt. Einer mit 5,50 Meter bei Teisendorf, einer mit 5,40 Meter bei Kleinvillars (zweikernig, veredelt), einer im Müritz-Nationalpark mit 5,17 Meter (Stammkappung), einer bei Ützdorf mit 5,03 Meter (in zwei Teile gespalten) und einer bei Mittenwald mit 5,00 Meter Umfang.

## Weblink
- Deutsches Baumarchiv